# Кубок Фарерських островів з футболу 2021
Кубок Фарерських островів з футболу 2021 — 67-й розіграш кубкового футбольного турніру на Фарерських островах. Титул здобув Б36 Торсгавн.

## Календар
| Раунд            | Дата                        | Матчі | Клуби   |
| ---------------- | --------------------------- | ----- | ------- |
| Попередній раунд | 10 квітня 2021              | 2     | 18 → 16 |
| 1/8 фіналу       | 18-20 квітня 2021           | 8     | 16 → 8  |
| 1/4 фіналу       | 28 травня - 22 вересня 2021 | 4     | 8 → 4   |
| 1/2 фіналу       | 21/29 листопада 2021        | 4     | 4 → 2   |
| Фінал            | 4 грудня 2021               | 1     | 2 → 1   |

## Попередній раунд
| Команда 1      | Рахунок | Команда 2  |
| -------------- | ------- | ---------- |
| 10 квітня 2021 |         |            |
| Ройн (3)       | 0:3     | Гойвік (3) |
| Мідвагур (4)   | 0:3     | Ундрід (3) |

## 1/8 фіналу
| Команда 1      | Рахунок | Команда 2    |
| -------------- | ------- | ------------ |
| 18 квітня 2021 |         |              |
| Б68 Тофтір     | 1:2     | ЕБ/Стреймур  |
| Б36 Торсгавн   | 6:0     | АБ Аргир (2) |
| Творойрі       | 0:2     | ГБ Торсгавн  |
| 07 Вестур      | 3:0     | Гойвік (3)   |
| Б71 Сандур (2) | 2:1     | Ундрід (3)   |
| Фуглафйордур   | 3:0     | Сувурой (2)  |
| Вікінгур       | 2:0     | Скала (2)    |
| 20 квітня 2021 |         |              |
| Клаксвік       | 1:2     | НСІ Рунавік  |

## 1/4 фіналу
| Команда 1                   | Рахунок | Команда 2    |
| --------------------------- | ------- | ------------ |
| 28 травня – 22 вересня 2021 |         |              |
| НСІ Рунавік                 | 3:0     | 07 Вестур    |
| ЕБ/Стреймур                 | 2:3     | Б36 Торсгавн |
| Фуглафйордур                | 2:3     | Вікінгур     |
| Б71 Сандур (2)              | 0:5     | ГБ Торсгавн  |

## 1/2 фіналу
| Команда 1            | Заг.         | Команда 2    | 1-й матч | 2-й матч |
| -------------------- | ------------ | ------------ | -------- | -------- |
| 21/29 листопада 2021 |              |              |          |          |
| Вікінгур             | 1:3          | Б36 Торсгавн | 1:0      | 0:3      |
| ГБ Торсгавн          | 4:4 пен. 6:7 | НСІ Рунавік  | 2:2      | 2:2      |

## Фінал
| 4 грудня 2021 18:00 (EET) |

| НСІ Рунавік                                    | 1:1      | Б36 Торсгавн                                           |
| ---------------------------------------------- | -------- | ------------------------------------------------------ |
| Кнудсен 10'                                    | Протокол | Йоганссен 30'                                          |
|                                                | Пенальті |                                                        |
| Ольсен · Егілссон · Кнудсен · Б.Гансен · Єнсен | 3:4      | Еневолдсен · Меллемгаард · Гайнесен · Петерсен · Тране |

| Торсволлюр, Торсгавн Глядачів: 2 300 Арбітр: Ейлер Расмуссен |